# راز: ملودی ناگفته
راز: ملودی ناگفته (انگلیسی: Secret: Untold Melody؛‏ کره‌ای: 말할 수 없는 비밀) فیلم فانتزی رمانتیک محصول کره جنوبی در سال ۲۰۲۵ به کارگردانی سو یو مین و با بازی دو کیونگ سو، وون جین آه و شین یه اون است. این فیلم بازخلق فیلم تایوانی راز محصول ۲۰۰۷ به کارگردانی جی چو است. داستان این فیلم دربارهٔ پیانیستی است که به دلیل یک آسیب جدی، حرفه‌اش نابود می‌شود، اما در یک کالج موسیقی کره‌ای، آرامش را در کنار زنی مرموز پیدا می‌کند. عشق آنها شکوفا می‌شود اما با رازی روبرو می‌شوند که زمان را تغییر می‌دهد. این فیلم در تاریخ ۲۷ ژانویه ۲۰۲۵ منتشر شد.

## بازیگران
- دو کیونگ سو در نقش کیم یو جون[۲]
- وون جین آه در نقش یو جونگ آه[۲]
- شین یه اون در نقش پارک این هی[۲]
- به سونگ وو در نقش کیم سونگ هو
- کیم ووک در نقش لی جه شیک
- آن سونگ گیون در نقش گیونگ بونگ
- کانگ کیونگ هون در نقش یون سو
- کانگ مال گوم در نقش مین سوک